# Німчук Дмитро Семенович
Дмитро́ Семе́нович Німчу́к (* 4 жовтня 1897, смт Ясіня, жупа Мармарош, Угорське королівство — † 1944) — український політичний діяч Гуцульської республіки та Карпатської України. Посол Сойму Карпатської України.

## Життєпис
Уродженець селища Ясіні.

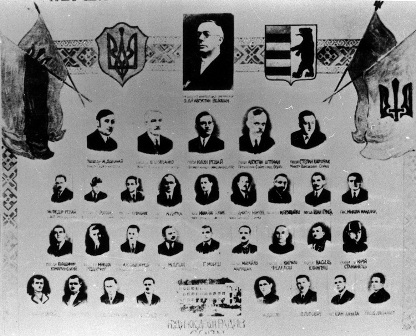
Посли Сойму Карпатської України.
По центру: Президент Карпатської України о. Августин Волошин; Перший ряд зліва направо: Микола Долинай, Юлій Бращайко, Юліян Ревай, Августин Штефан, Степан Клочурак; Другий ряд: Федір Ревай, Степан Росоха, Леонід Романюк, Августин Дутка, Михайло Тулик, Дмитро Німчук, Михайло Бращайко, Іван Грига, Микола Мандзюк; Третій ряд: Володимир Комаринський, Микола Різдорфер, Антон Ернест Олдофреді, Мілош Дрбал, Григорій Мойш, Михайло Марущак, Кирило Феделеш, Василь Климпуш, о. Юрій Станинець; Четвертий ряд: Василь Щобей, Іван Ігнатко, Юрій Пазуханич, Іван Перевузник, Адальберт Довбак, Петро Попович, Іван Качала, Василь Лацанич

У грудні 1918 року здійснював комунікацію Гуцульської Республіки зі Станіславовом, Коломиєю та Хустом. На початку січня 1919 — в складі делегації до державного секретаря народної оборони ЗУНР Дмитра Вітовського. 15 січня входить в керунок підрозділу з 300 добровольців Великого Бичкова як десятник — для опанування Хустом.
Разом зі Степаном Клочураком організував 7 травня 1919 року в Станіславові з'їзд Руського краю, котрий ухвалив — домагатися на Паризькій мирній конференції включення українських земель Угорщини в склад Української держави.
Протягом 4 — 8 листопада 1938 року взяв активну участь у евакуації урядового майна з Ужгороду до Хусту. 1939 року — директор крайового уряду соціального забезпечення Хуста.
Від 24 січня 1939 року у складі Українського Національного об'єднання, був членом проводу. За результатами виборів 12 лютого 1939 р. обраний до Сойму.
Був у складі 22 послів на засіданні Сойму Карпатської України 15 березня 1939 року, під час якого проголошено незалежність Карпатської України. Входив до складу «соціально-здоровельної» комісії.
Після повної окупації Закарпаття угорськими військами встиг виїхати до Чехословаччини. В подальшому схоплений гестапо й закатований.